# Sigdal
Sigdal este o comună din provincia Buskerud, Norvegia.